# CFL Cargo
CFL cargo ist ein Eisenbahnverkehrsunternehmen, das zur CFL-Gruppe der luxemburgischen Staatbahn Société Nationale des Chemins de Fer Luxembourgeois (CFL) gehört und das in Luxemburg und in anderen europäischen Staaten Schienengüterverkehrsdienste anbietet. Außerdem gehören lokale und regionale Zubringerdienste und Transporte mit Lademaßüberschreitung zum Portfolio der CFL cargo. CFL cargo kooperiert im 2010 gegründeten Verband Xrail mit anderen Güterbahnen beim Wagenladungsverkehr.
Die Verkehrsleistung von CFL cargo lag 2021 bei 2,6 Milliarden Tonnenkilometern. Im gleichen Jahr lag der Umsatz bei 200 Millionen Euro.
Generaldirektor ist seit dem 1. Juli 2023 Sébastien Hoffmann, als Nachfolger von Laurence Zenner.

## CFL Cargo in Luxemburg
CFL cargo S.A. mit Sitz in Düdelingen wurde 1997 als EuroLux cargo gegründet. Seit 2006 gehören zwei Drittel der Aktien der CFL und ein Drittel der ArcelorMittal. ArcelorMittal ist auch wichtigster Kunde von CFL cargo.

## CFL Cargo im Ausland
Die CFL cargo Deutschland GmbH mit Sitz in Duisburg ging aus der neg norddeutsche eisenbahngesellschaft mbH hervor.
Weitere ausländische CFL-Cargo-Unternehmen sind:
- CFL cargo Danmark ApS, Padborg (2004–2006: Dansk Jernbane ApS, seit 2023: Viking-Rail ApS)
- CFL cargo Sverige AB, Nässjö (Nachfolger der 1990 gegründeten BK Tåg)
- CFL cargo France S.A., Mondelange (gegründet 2010)